# Adolf V av Holstein

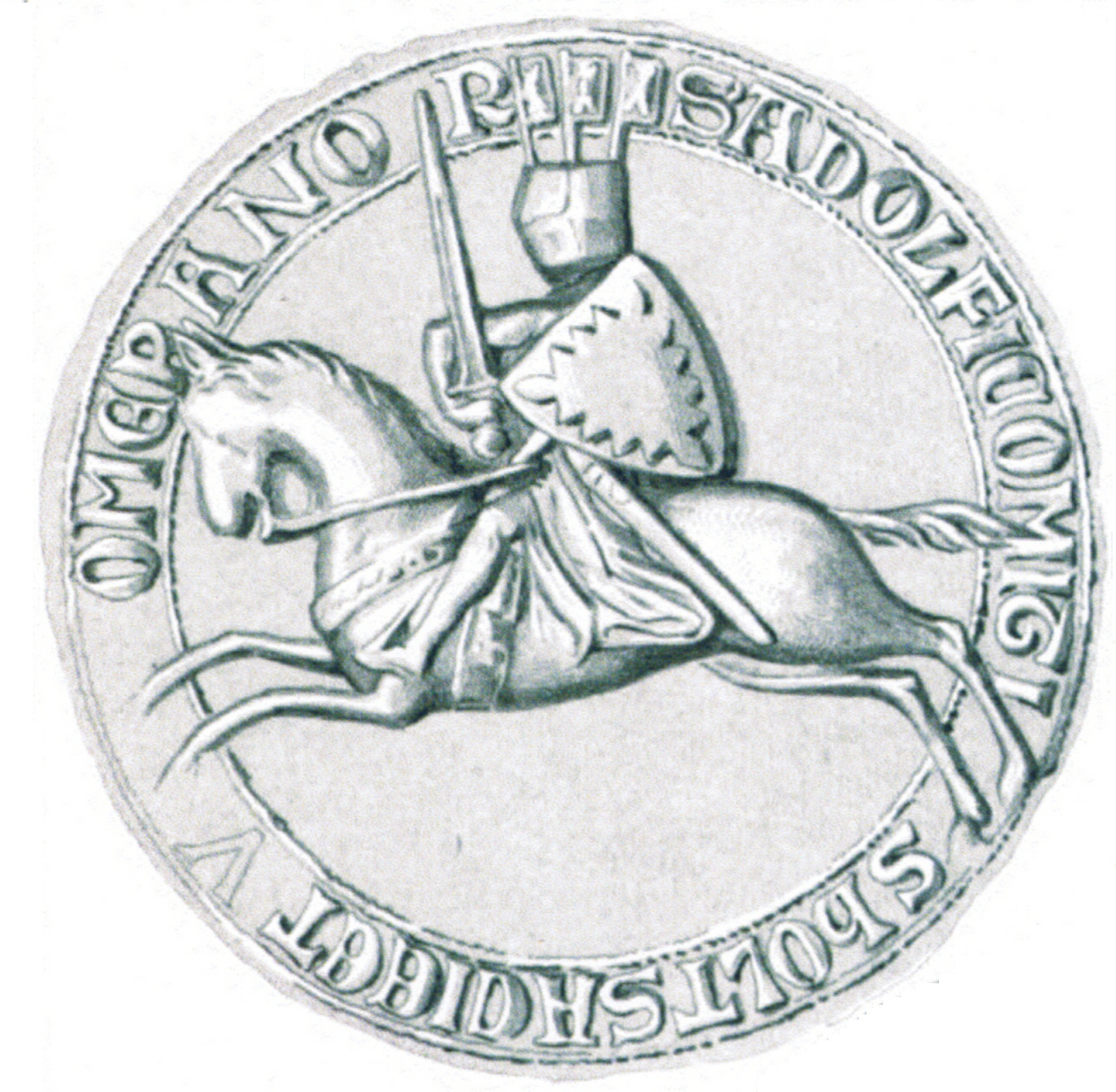
Adolf V:s sigill.

Greve Adolf V av Holstein, född omkring 1252, död före 11 november 1308, greve av Holstein 1263-1308, greve i Holstein-Segeberg 1273-1308. Son till greve Johan I av Holstein (död 1263) och Elisabet av Sachsen (död 1293/1306).

## Biografi
Greve Adolf V av Holstein-Stormarn-Wagrien-Schauenburg efterträdde fadern i Kiel 1263 jämte yngre brodern Johan. Adolf var minderårig till 1267. Efter en delning 1273 blev Adolf greve av Segeberg. Han var även medregent i Schauenburg.
Under flera år förde Adolf arvsstrider, och brödrastriderna stärkte ständernas makt. 1277 tillfångatogs Adolf då han hjälpte sin hertiglige morbror i Sachsen mot kyrkan i Magdeburg.

## Äktenskap och barn
Adolf V gifte sig 1273/1278 med Euphemia av Pommerellen (död 1317). Paret fick följande barn:
1. Elisabeth av Holstein (död 1318), gift med greve Burkhard av Lindau-Ruppin (död 1311)